# Alex Mowatt
Alex James Mowatt (Doncaster, 13 februari 1995) is een Engels-Schots voetballer die bij voorkeur als middenvelder speelt. Hij stroomde in 2013 door vanuit de jeugd van Leeds United.

## Clubcarrière
Mowatt komt uit de jeugdacademie van Leeds United. Op 27 augustus 2013 vierde Mowatt zijn debuut in het shirt van Leeds United in de League Cup tegen Doncaster Rovers. Op 28 september 2013 versierde hij zijn eerste basisplaats tegen Millwall. Op 5 december 2013 zette hij zijn handtekening onder een sterk verbeterd contract, die hem tot zomer 2017 bij de club houdt. Op 1 februari 2014 scoorde hij zijn eerste doelpunt voor Leeds United in de derby tegen Huddersfield Town.
Alex James Mowatt heeft een groot deel van zijn carrière doorgebracht bij Leeds United, waar hij doorbrak in het eerste elftal. Mowatt staat bekend om zijn technische vaardigheden, passing en doelpunten van afstand. Na Leeds United speelde hij ook voor andere clubs, waaronder Barnsley.

## Interlandcarrière
Mowatt debuteerde op 5 maart 2014 voor Engeland -19 in een vriendschappelijke interland tegen Turkije -19. Hij viel na 67 minuten in voor Sam Gallagher.
1 Meslier ·
2 Bogle ·
3 Firpo ·
4 Ampadu  ·
5 Struijk ·
6 Rodon ·
7 James ·
8 Rothwell ·
9 Bamford ·
10 Piroe ·
11 Aaronson ·
14 Solomon ·
17 Ramazani ·
19 Joseph ·
21 Cairns ·
22 Tanaka ·
23 Guilavogui ·
25 Byram ·
26 Darlow ·
29 Gnonto ·
30 Gelhardt ·
33 Schmidt ·
37 Debayo ·
39 Wöber ·
42 Chambers ·
44 Groejev ·
50 Crew ·
Coach: Farke